# Modulo proiettivo
In matematica, un modulo proiettivo è un modulo con la proprietà di essere addendo diretto di un modulo libero: ovvero P è proiettivo se esiste un modulo libero F e un suo sottomodulo N tale che F è la somma diretta di P ed N.
Questo concetto è il duale di quello di modulo iniettivo; è stato introdotto da Henri Cartan e Samuel Eilenberg nel 1956.

## Definizioni equivalenti
Sia A un anello e P un A-modulo sinistro (definizioni totalmente analoghe possono essere date per moduli destri). La definizione precedente (P è proiettivo se è addendo di un modulo libero) può essere generalizzata: P è proiettivo se è un addendo di ogni modulo che si proietta su di esso; in termini di successioni esatte: P è proiettivo se e solo se ogni successione esatta corta
{\displaystyle 0\longrightarrow N\longrightarrow M\longrightarrow P\longrightarrow 0}
si spezza, ovvero se {\displaystyle M=N\oplus P}.
È possibile caratterizzare i moduli proiettivi anche attraverso una proprietà di sollevamento: P è un modulo proiettivo se e solo se per ogni omomorfismo suriettivo di A-moduli sinistri f : N → M e per ogni omomorfismo g : P → M esiste un omomorfismo di moduli h : P → N tale che hf = g, cioè tale da far commutare il seguente diagramma:
Altre definizioni equivalenti sfruttano maggiormente la teoria delle categorie: P è proiettivo se e solo se il funtore {\displaystyle Hom_{A}(P,-)} è esatto; usando il funtore Ext, P è proiettivo se {\displaystyle Ext_{A}^{1}(P,M)=0} per ogni A-modulo M.

## Esempi e proprietà
Tutti i moduli liberi sono proiettivi; il viceversa non è in generale vero, sebbene valga per i domini ad ideali principali, per gli anelli locali e per gli anelli di polinomi in un numero finito di variabili su un dominio a ideali principali; nel caso in cui l'anello sia noetheriano e il suo spettro sia connesso, tutti i moduli proiettivi che non sono finitamente generati sono liberi. Esempi di moduli proiettivi ma non liberi sono gli ideali non principali di un dominio di Dedekind, o gli ideali nella forma eA, dove e è un idempotente di A: ad esempio, se {\displaystyle A=A_{1}\times A_{2}}, allora {\displaystyle A_{1}\times 0} e {\displaystyle 0\times A_{2}} sono A-moduli proiettivi (in quanto {\displaystyle A=A_{1}\oplus A_{2}}) ma non liberi.
Su un campo o su un corpo, tutti i moduli sono proiettivi; in generale, se tutti gli A-moduli sono proiettivi, l'anello è detto semisemplice. Questo avviene, inoltre, se e solo se tutti gli A-moduli sono iniettivi, e se e solo se la sua dimensione globale è 0.
Una somma diretta {\displaystyle P=\bigoplus P_{i}} di moduli è proiettiva se e solo se lo è ogni addendo; il prodotto tensoriale di due moduli proiettivi è ancora proiettivo.
Un ideale di A è un A-modulo proiettivo se e solo se è invertibile.
Tutti i moduli proiettivi sono piatti; anche in questo caso, il viceversa non è vero. Tuttavia, tutti i moduli piatti finitamente presentati sono proiettivi.

## Risoluzioni proiettive
Una risoluzione proiettiva di un modulo M è una successione esatta
{\displaystyle \cdots \longrightarrow P_{n}\longrightarrow \cdots \longrightarrow P_{1}\longrightarrow P_{0}\longrightarrow M\longrightarrow 0}
in cui ogni Pi è proiettivo; poiché ogni modulo è il quoziente di un modulo libero, ogni modulo ha una risoluzione proiettiva. Se Pk è il modulo nullo per ogni k > n, la risoluzione è detta finita; il minimo n per cui esiste una risoluzione finita
{\displaystyle 0\longrightarrow P_{n}\longrightarrow \cdots \longrightarrow P_{1}\longrightarrow P_{0}\longrightarrow M\longrightarrow 0}
è detto dimensione proiettiva di M; se M non ha alcuna risoluzione finita, la sua dimensione proiettiva è infinita. La dimensione proiettiva misura in un certo senso quanto un modulo "è lontano dall'essere proiettivo": infatti, la dimensione proiettiva di un modulo è 0 se e solo se è proiettivo (corrispondente alla risoluzione finita {\displaystyle 0\longrightarrow M\longrightarrow M\longrightarrow 0}).
L'estremo superiore della dimensioni proiettive degli A-moduli è detta dimensione globale (o omologica) di A.